# Арпадараи, Нигяр Джавид кызы
Нигяр Джавид кызы Арпадараи (азерб. Nigar Cavid qızı Arpadarai; род. 17 января 1982, Баку) — депутат Милли Меджлиса Азербайджанской Республики
VI и VII созывов, член азербайджанской делегации в Парламентской Ассамблее Совета Европы.
В 2015—2020 годах была руководителем отдела маркетинга и коммуникаций Гран-при Азербайджана Формулы-1.

## Биография
Нигяр Джавид кызы Арпадараи родилась 17 января 1982 года в Баку.
Отец — Джавид Арпадараи Сулейман оглы — художник, член союза художников Азербайджана. В 1992—2001 годах являлся директором Бакинской художественной школы им. Азиза Азимзаде.
Мать, Латафат Мамедова, является дочерью Хафиза Мамедова, члена Союза художников СССР, заслуженного деятеля искусств. В 1980—2001 годах работала в Азербайджанском Государственном Педагогическом Университете. С 1996 по 2001 год работала заведующей кафедрой искусств Азербайджанского государственного педагогического университета. Является членом союза художников Азербайджана. В настоящее время работает в Стамбуле, Турция. Член Союза художников ЮНЕСКО.
Нигяр Арпадараи замужем, имеет двух сыновей.

#### Образование
В 1998 году окончила Бакинскую среднюю школу № 44.
В 1998—2002 годах училась на факультете международных отношений и международного права Бакинского государственного университета по специальности «Международное право». В 2002—2004 годах получила степень магистра международного права на факультете международных отношений и международного права Бакинского государственного университета. Закончила с отличием в 2004 году.

### Деятельность
С 2002 по 2005 год работала в Посольстве Греческой Республики в Азербайджане.
С 2006 по 2009 год работала помощником специального посланника, с 2008 по 2009 год — специалистом по прессе и информации представительства Европейской комиссии в Азербайджане.
С 2009 по 2015 годы работала в азербайджанской телекоммуникационной компании Azerfon на различных должностях:
- 2009—2010: специалист по корпоративным продажам;
- 2010—2011: менеджер по продвижению бренда, Azerfon-Vodafone (глобальный партнер Vodafone);
- 2011—2012: менеджер по продвижению бренда, менеджер по иностранным делам, менеджер по стратегическому продвижению бренда в отделе маркетинга;
- 2012—2015: Руководитель по связям с общественностью (PR) и корпоративным коммуникациям[8].

С 2015 по 2020 годы являлась руководителем отдела маркетинга и коммуникаций, национальным пресс-атташе Baku City Circuit Operations Company, организатора Azerbaijan Grand Prix Formula 1.
9 февраля 2020 года избрана депутатом Милли Меджлиса Азербайджанской Республики VI созыва.
В сентября 2024 года на парламентских выборах в Азербайджане 1 сентября одержала победу в Сабаильском  избирательном округе №7. Официально стала депутатом Милли Меджлиса Азербайджана седьмого созыва, первое заседание которого состоялось 23 сентября 2024 года.

#### Комитеты
В Милли Меджлисе Азербайджанской Республики:
- Комитет по международным отношениям и межпарламентским связям[13]
- Комитет по проблемам семьи, женщин и детей[14]

В Парламентской ассамблее Совета Европы:
- Комитет по миграции, беженцам и вынужденным переселенцам
- Комитет по социальным вопросам, здравоохранению и устойчивому развитию.